# Carl Reinhardt
Karl (Carl) Philip Reinhardt, född troligen i Mannheim, Tyskland, död 30 mars 1809 i Uddevalla, var en tysk-svensk miniatyrporträttmålare och professor i teckning och målning.
Reinhardt kom till Göteborg 1807 och annonserade i Göteborgstidningarna att han utförde miniatyr och pastellmålningar på beställning samt undervisar i teckning och målning. Han besökte även Stockholm där han utförde beställningsmåleri. Bland hans kända svenska arbeten märks miniatyrporträtten av Johanna Vilhelmina Lovisa Henrietta Taube och ryttmästare Johan Gustaf Granfeldt.  